# Коробцев, Виктор Павлович
Виктор Павлович Коробцев (29 ноября 1922, Будённый, Воронежская губерния — 2 декабря 2006, Тамбов) — Генерал-майор авиации. Создатель ветеранских организаций Тамбовской области. Народный депутат СССР 1989—1991 гг.

## Биография
Виктор Павлович в 1940 году окончил СШ № 1 города Ефремова Тульской области и был призван в РККА. В первые дни Великой Отечественной войны получил ранение.
В 1942 году в г. Уральске (Казахстан) окончил Ленинградское военное училище связи.   
В 1942—1946 гг. — командир радиовзвода в 14-й ВА (Волховский, 2-й и 3-й Прибалтийский фронты).
В 1946—1949 гг. — командир радиороты в 14-й и 16-й ВА;
в 1949—1951 гг. — командир радиобатальона в 24-й ВА;
в 1951—1952 гг. — старший офицер отдела связи штаба 24-й и 26-й ВА.
В 1952—1960 гг. — помощник начальника войск связи 26-й ВА. С 1953 по 1957 год В. П. Коробцев заочно учился в военной Краснознамённой академии связи им. Будённого, которую окончил с золотой медалью.
В 1960—1964 гг. — начальник войск связи и РТО 57-й ВА.
В 1964—1976 гг. — начальник Тамбовского военного авиационно-технического училища;
в 1976—1980 гг. — начальник Тамбовского высшего военного авиационного инженерного училища.
В апреле 1981 года генерал-майор Коробцев был уволен в запас. Проживал в г. Тамбове.

### Семья
Жена — Евдокия Николаевна, участница Великой Отечественной войны.
Дети — Павел и Владимир.

## Награды
- Орден Почёта (2.3.2005)[3]
- ордена Красной Звезды, Красного Знамени, За Службу Родине в ВС СССР (III степени),
- медали,
- Почётный радист СССР[4].